# Peter Gröning (burmistrz Stargardu)
Peter Gröning (ur. 30 września 1561 w Stargardzie, zm. 12 lutego 1631 tamże) – burmistrz Stargardu, fundator Collegium Groeningianum.

## Życiorys
Peter Gröning urodził się 30 września 1561 r. w Stargardzie, w rodzinie stargardzkiego stelmacha Petera i jego żony Gertrudy. Początkowo pobierał naukę w miejscowej Szkole Ratuszowej, ale porzucił ją w wieku 12 lat i został pisarzem u radcy dworu księcia pomorskiego i starosty w Słupsku, któremu towarzyszył w podróżach do Prus, Polski i Rosji. W 1578 r. pracował dla zarządcy zamku w Bytowie Antona von Zitzewitz.
Od 1580 r. pracował w kancelarii księcia wołogoskiego Ernesta Ludwika. W 1584 r. został wybrany na rentmistrza w domenie w Jasienicy. Po odejściu w 1588 r. ze służby księcia Ernesta Ludwika wrócił do Stargardu został kupcem (płody rolne, wełna, sól), a także udzielał pożyczek. W 1590 r. został radnym Rady Miejskiej w Stargardzie, potem skarbnikiem, a w 1616 r. burmistrzem. Był także Nadwornym Radcą Księcia Pomorskiego Jana Fryderyka.
Peter Gröning zmarł 12 lutego 1631 r. i został pochowany w Kolegiacie Mariackiej. W swoim testamencie przekazał 20 000 guldenów na fundację dla ubogich i zdolnych. Jego realizację powierzono adwokatowi Królewskiego Sądu Nadwornego w Stargardzie Samuelowi Neanderowi.
Fundacja Gröninga została potwierdzona 5 maja 1631 r. przez księcia pomorskiego Bogusława XIV, który przeznaczył drewno na budowę auli szkolnej. W 1633 r. otworzono Collegium Groeningianum (Kolegium Gröninga). Zarządzeniem króla Prus Fryderyka Wilhelma z 25 lipca 1714 r. przekształcono szkołę w uczelnię akademicką, a w 1812 r. przekształcono je w Gymnasium Groeningianum (Gimnazjum Gröninga, od 1882 r. miało ono nowy gmach). W tej formie szkoła funkcjonowała do 1945 r., obecnie działa tam I Liceum Ogólnokształcące.
Był dwukrotnie żonaty, z Margaretą Friedrichs i Barbarą Marią von Suckow.
W 2019 r. przeprowadzono badania archeologiczne, antropologiczne i genetyczne jego szczątków i grobowca.
Jego imieniem nazwano plac przy dzisiejszej ulicy Bolesława Chrobrego w Stargardzie.